# Santa Maria (chanson)
Pour les articles homonymes, voir Santa Maria.
Singles de Mireille Mathieu
Alle Kinder dieser Erde
(1978) Wenn die Liebe nicht wär
(1979)
Pistes de Alle Kinder dieser Erde
Wohin gehst du Over the Rainbow
Santa Maria est un titre interprété en allemand par la chanteuse française Mireille Mathieu et publiée chez Ariola, la maison de disques allemande de la chanteuse, en 1978. Le titre est composé par un complice de la chanteuse, Christian Bruhn avec notamment des paroles de Günther Behrle.

## Crédits du 45 tours
Mireille est accompagnée par :
- le grand orchestre de Christian Bruhn pour Santa Maria[1].

La photo de la pochette est de Norman Parkinson.

## Reprises
Cette chanson connaîtra, en plus de la version allemande, une version en français sous le titre Santa Maria de la Mer (grâce au travail d'Eddy Marnay pour les paroles) mais également deux versions en espagnol avec deux textes différents : la première version date de 1980 et a comme titre Madrecita del niňo dios et la seconde date de 1991 et s'intitule Santa María del Mar. Cette dernière version se trouve sur l'album espagnol Una Mujer.

## Principaux supports discographiques
La chanson se retrouve pour la première sur le 45 tours du même nom paru en Allemagne en 1978 avec cette chanson en face A et en face B le titre Glory, Glory, Halleluja. Cette chanson est extraite également de l'album Alle Kinder dieser Erde publié la même année en Allemagne. La face B, quant à elle, est extraite de l'album précédent de 1977, Das neue Schlageralbum.
Par la suite, le titre Santa Maria sera repris sur de nombreuses compilations de la chanteuse tel que celle sorti en 2014, Liebe lebt. Mireille ira même jusqu'à l'enregistrer de nouveau pour son album publié en 2013, Wenn mein Lied deine Seele küsst.

## Classements du 45 tours
| Pays      | Meilleure position | Certification | Ventes |
| --------- | ------------------ | ------------- | ------ |
| Allemagne | 13                 |               |        |
| Autriche  | 17                 |               |        |